# 皺鰓鯊
皺鰓鯊（又名擬鰻鮫，學名Chlamydoselachus anguineus）為一種原始的鯊魚，是軟骨魚綱六鳃鲨目皺鰓鯊科的皺鰓鯊屬下的兩種鯊魚之一。因其腮间隔延长且有褶皱互相覆盖，故名。身體類似鰻魚，體長可達 2米（6.6英尺），背鰭、尾鰭與臀鰭均位於身體偏後側。

## 分佈

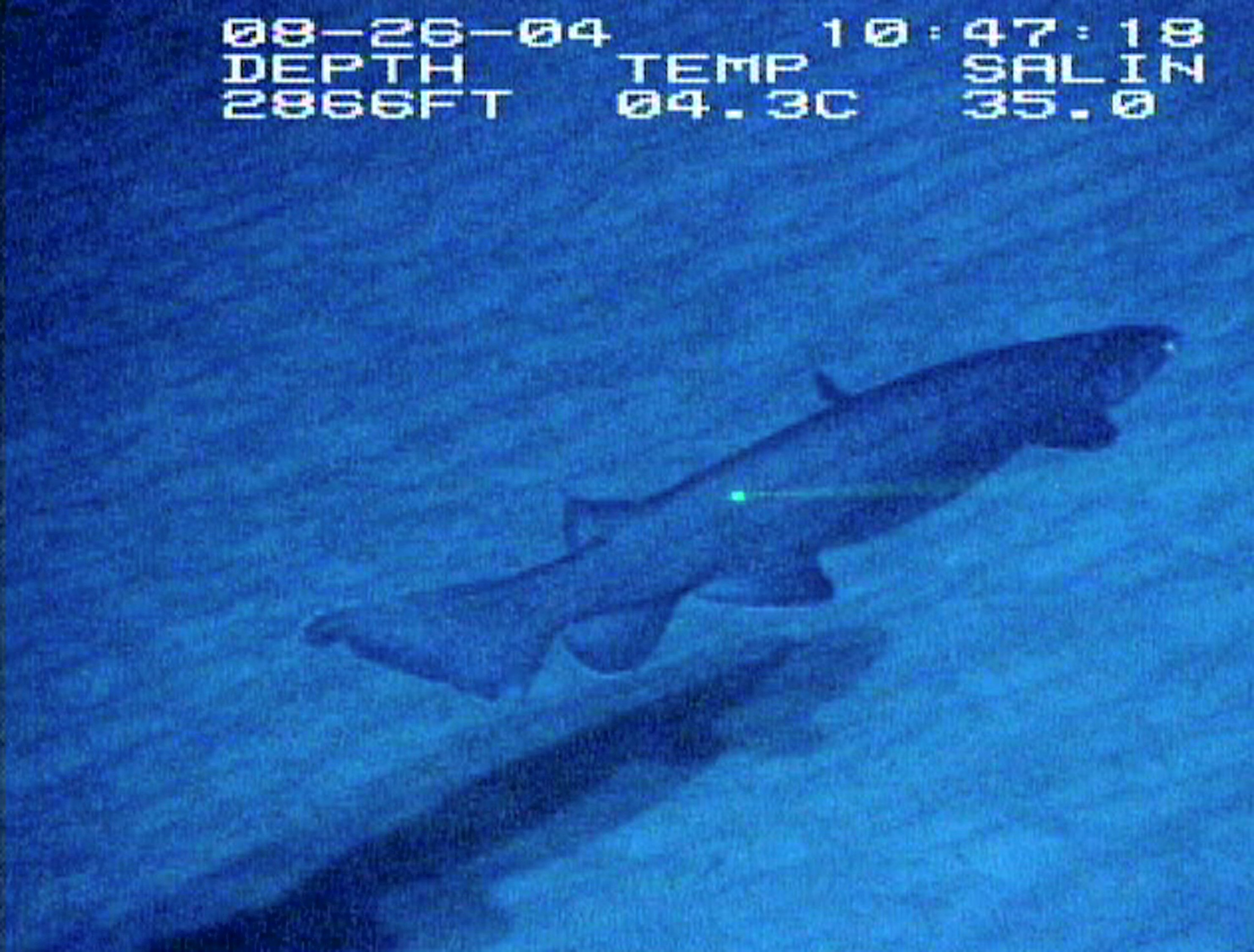
最早於其原生棲息地所拍攝到的皺鰓鯊錄像，攝於布萊克海台（2004）

皺鰓鯊现存数量很少，主要在大西洋和太平洋部分零星地區發現。大西洋東部地區包括挪威北部、蘇格蘭北部、愛爾蘭島西部、法國至摩洛哥包括馬德拉、以及茅利塔尼亞。大西洋中部地區在大西洋中洋脊部分均有捕獲紀錄，最北至亞速群島、最南至巴西南部外海的里奧格蘭海丘、及西非外海的瓦維洛夫脊。大西洋西部地區包括美國新英格蘭和喬治亞州、蘇利南。太平洋西部地區包括日本本州、臺灣、澳洲新南威爾士州和塔斯馬尼亞州、以及紐西蘭。太平洋中部與東部地區包括美國加州和夏威夷、以及智利北部。在南非發現的皺鰓鯊於 2009 年確認為另一種 － 南非皺鰓鯊（C. africana）。

## 深度
皺鰓鯊喜好棲息於大陸棚外至大陸坡中上層，偏好具有上升流與其他營養資源豐富的地區。雖然曾經在 1,570米（5,150英尺） 深的深海發現過，但通常不超過 1,000米（3,300英尺）。在駿河灣常可在水深 50—200米（160—660英尺） 處發現，但在八月至十一月水深 100米（330英尺） 處水溫超過 15 °C（59 °F） 時，皺鰓鯊會游至更深的海域棲息。但很稀有的狀況下，皺鰓鯊有時會出現在海洋表層。皺鰓鯊通常都是在靠近海床處發現，但是從牠們偏好的食物來看皺鰓鯊是會到開放水域覓食的，可能會在夜晚時進行晝夜垂直遷移。

## 特徵

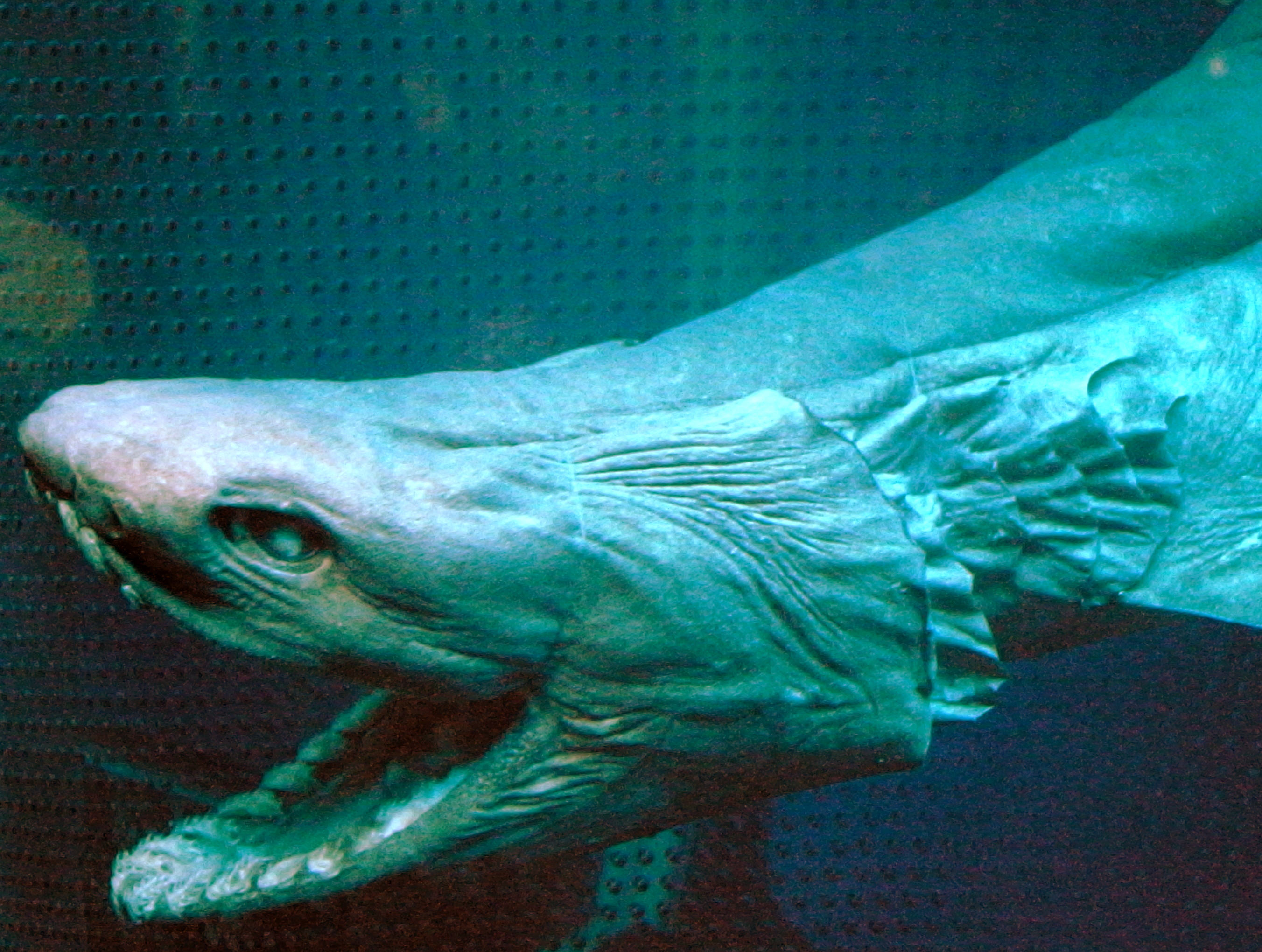
皺鰓鯊位於端位的口

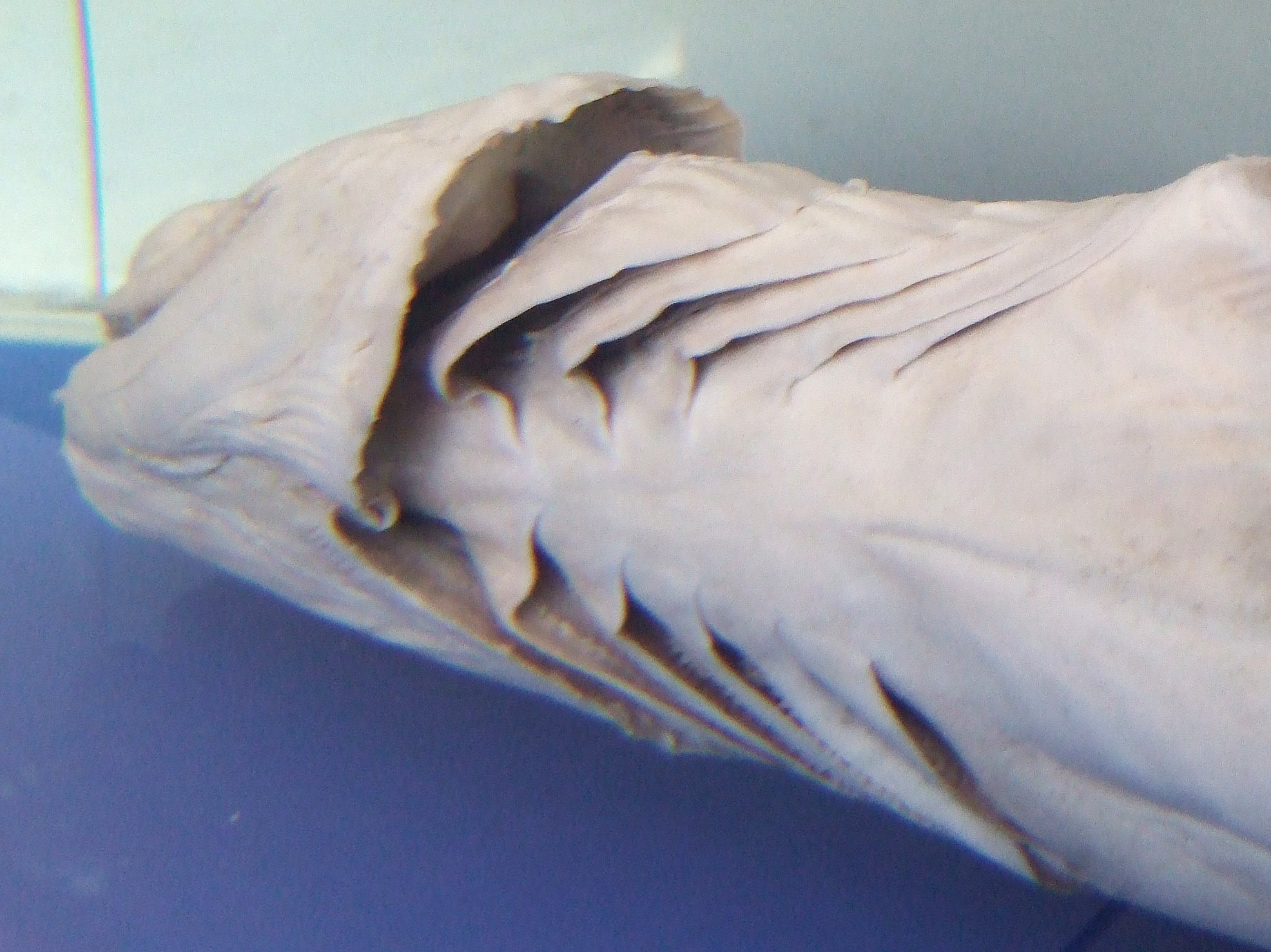
皺鰓鯊的鰓

本魚魚體延長且柔軟，口端位，頭型與一般鯊魚不同。眼呈橢圓形，具六對鰓裂，皺鰓鯊鰓裂之所以比其他鯊魚多，很可能是因為他們大多棲息於深海環境，而深海環境的氧氣濃度比較低，因此需要比較多的鰓裂來進行氣體交換。魚體背側呈棕褐色。上頜具有 19–28 排牙齒，下頜則具有 21–29 排，口內共約有 300顆牙齒，每顆牙齒極為特別，為三叉型。背鰭小與像葉一樣，起於腹鰭基底之上在臀鰭基底後面，臀鰭大於背鰭，胸鰭小且呈槳狀，尾鰭有弱的腹葉而且沒有接近端位的凹槽。体长约1.5米。形状像鳗鱼，鼻孔在侧腹面；有喷水孔。

## 生態
本魚大多在水深600至1000米的地方出沒，多棲息於深海，分布範圍幾乎遍及全世界但是十分零散。肉食性，主要吃食其他鯊魚、魷魚和硬骨魚。為卵胎生，發育在母體内進行，孵化期12个月。春季受精，幼魚在夏季出生，妊娠期長且繁殖和生產率低，因此種群數量十分稀少。皺鰓鯊具有鈣化不完全的骨骼系統以及含有大量低密度脂類的肝臟，幫助牠們在水中維持浮力。牠們為少數具有裸露體側線的鯊魚，其作為力學感受器的毛細胞直接裸露在外與海水直接接觸，可以提高對周遭環境感測的靈敏度。許多皺鰓鯊不具有尾尖，可能是來自於其他掠食性鯊魚的攻擊。自皺鰓鯊身上發現的寄生蟲包括：一種 Monorygma 屬的絛蟲、吸蟲綱的Otodistomum veliporum，以及線蟲動物門的Mooleptus rabuka。

## 經濟利用
可食用，或製成魚粉。但由於數量稀少，因此被列入中國物種紅色名錄和世界自然保護聯盟瀕危物種紅色名錄。

## 参看
- 枝齒鲨（Cladodus）

## 扩展阅读
維基物種上的相關：皺鰓鯊
- Video of a frilled shark, filmed on Jan 23, 2007 (Japanese Commentary) （页面存档备份，存于）
- Video of a frilled shark, filmed on Jan 23, 2007 (English Commentary by Reuters) （页面存档备份，存于）
- FishBase entry for Chlamydoselachus anguineus （页面存档备份，存于）
- Rare shark of the deep snapped （页面存档备份，存于）
- More info （页面存档备份，存于）
- Sideview of alive Chlamydoselachus anguineus
- Photograph of a live Female Frilled Shark （页面存档备份，存于）